# Bufoides
Bufoides es un pequeño género de sapos verdaderos, familia Bufonidae, El género es endémico del noreste de la India con una especie conocida en las Montañas Garo y Khasi.

## Taxonomía y sistemática
El género Bufoides fue erigido en 1973 para albergar a Ansonia meghalayana. Permaneció monotípico hasta 2016, cuando Chandramouli y Amarasinghe transfirieron Pedostibes kempi a Bufoides, en su búsqueda por lograr una monofilia en Pedostibes. El movimiento fue apoyado por la similitud morfológica y la proximidad geográfica de las dos especies, convirtiendo a Pedostibes en monotípico y restringido a los Ghats occidentales. Si bien se planteaba que las dos especies de Bufoides pudiesen ser en realidad conespecíficas, un trabajo publicado Naveen et al., 2022 redescribe a Bufoides kempi y expande la descripción de B. meghalayana. Los parientes más cercanos del género siguen siendo desconocidos

## Descripción
Los bufoides son pequeños sapos; los tamaños máximos de las dos especies son 30 y 47 mm (1,2 y 1,9 pulgadas) de longitud hocico-respiradero. Los rebordes supraorbitario, preorbitario y postorbitario están presentes. Las glándulas parotoides son cortas y ovaladas. No hay tímpano visible externamente. Las puntas de los dedos tienen discos redondeados y poco dilatados. La piel dorsal es granular. Los dedos tienen membranas basales mientras que los dedos de los pies tienen membranas completas.

## Especies
Hay tres especies reconocidas:
- Bufoides bhupathyi Naveen, Tapley, Chandramouli, Jervis, Babu, Meetei & Karunakaran, 2023[5]
- Bufoides kempi (Boulenger, 1919).
- Bufoides meghalayanus (Yazdani and Chanda, 1971).